# 格哈爾特·達姆科勒
格哈爾特·達姆科勒（英語：Gerhard Damköhler；1908年3月16日—1944年3月30日）是一名德國化學家。1936至1944年期間於哥廷根擔任物理化學學院化學反應工程的主持者。而應用於化學動力學及反應工程學的無因次群達姆科勒數（Da）即是以他之名命名的。

## 生平
達姆科勒出生於德國中西部的克林根明斯特，是一名醫生的兒子。依循一班小學及體育教育，他在1926年的夏天前往慕尼黑大學註冊並主修化學。

## 私生活
達姆科勒被形容為「一天工作25小時」的高知識份子。他結婚七年，膝下無子。

## 出版物
- 《紊流對氣體混合物中的火焰速度的影響 （页面存档备份，存于）》

## 外部連結
- Gerhard Damköhler medal winners and guidelines for the award （页面存档备份，存于）